# Pians
Pians is een gemeente in het district Landeck van de Oostenrijkse deelstaat Tirol. De gemeente telde in 2020 800 inwoners.
Pians ligt aan de Bundesstraße richting Arlberg. Dankzij de aanleg van een tunnel behorend tot de Arlberg Schnellstraße werd de plaats ontlast van het doorgaand verkeer. Ten westen van Pians vloeit de Rosanna uit het Stanzertal in de Trisanna uit het Paznauntal. Deze beide rivieren vormen de Sanna. Het dorp bestaat uit Pians en Quadratsch.
Een bezienswaardigheid is de "Margarethenkapelle". Deze kapel stamt uit de 14e eeuw en bezit fresco's uit de 15e eeuw. Het altaar werd door Michael Lechleitner uit Grins gemaakt in 1650.

## Geschiedenis
Het klimatologisch gunstige gebied was reeds in de pre-Romeinse tijd bewoond. De naam Pians komt van het Latijnse "pedaneus", wat "brug" betekent. De naam Quadratsch is eveneens van Latijnse oorsprong en werd afgeleid van "ager quadratus"; Romeinse soldaten wier dienst er op zat vestigden hier een veteranennederzetting.
In de middeleeuwen was Pians een wegenknooppunt. In 1849 vernielde een grote brand ettelijke huizen. Tussen 1880 en 1884 werd de Arlbergspoorlijn gebouwd, een spoorlijn waaraan Pians een station verwierf.

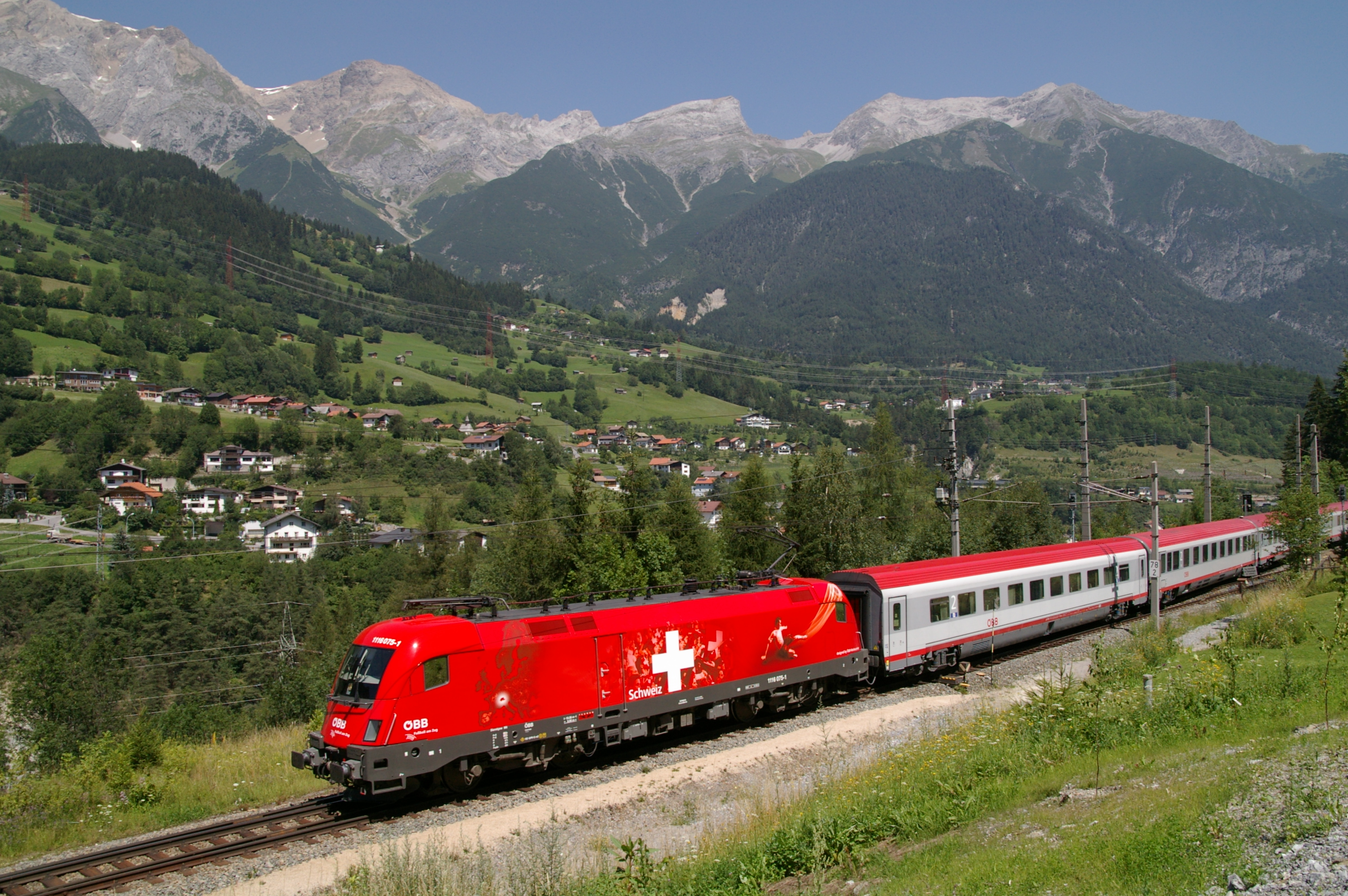
Pians met op de voorgrond de ÖBB EC 662

Faggen · Fendels · Fiss · Fließ · Flirsch · Galtür · Grins · Ischgl · Kappl · Kaunerberg · Kaunertal · Kauns · Ladis · Landeck · Nauders · Pettneu am Arlberg · Pfunds · Pians · Prutz · Ried im Oberinntal · Sankt Anton am Arlberg · Schönwies · See · Serfaus · Spiss · Stanz bei Landeck · Strengen · Tobadill · Tösens  · Zams
- Gemeinsame Normdatei: 4527875-1
- Virtual International Authority File: 241860512